# Danepteryx lurida
Danepteryx lurida är en insektsart som beskrevs av Melichar 1906. Danepteryx lurida ingår i släktet Danepteryx och familjen sköldstritar. Inga underarter finns listade i Catalogue of Life.